# Palácio da Justiça da Colômbia
Palácio da Justiça da Colômbia (em castelhano:  Palacio de Justicia de Colombia é um edifício localizado na Praça Bolívar da cidade de Bogotá, sede e símbolo do poder judiciário da Colômbia.

## História
Ao longo da história da Colômbia existiram três edifícios que serviram de sede do Palácio da Justiça do país. O primeiro foi um edifício neoclássico projetado pelo arquiteto Pablo de la Cruz, que ficava localizado na rua 11 da Carrera 6 e esteve em funcionamento desde a década de 1920. O edifício, no entanto, foi destruído por um incêndio durante os motins de 9 de abril de 1948, conhecidos como Bogotazo, após o assassinato de Jorge Eliécer Gaitán.

### Cerco de 1985
O edifício que substituiu este foi projetado pelo arquiteto Roberto Londoño na década de 1960, de tendência modernista com elementos neoclássicos. Estava localizado na Praça Bolívar e foi destruído em 6 de novembro de 1985 como resultado da captura pelos guerrilheiros M-19 e da retomada do palácio pelo exército. Após a destruição do Palácio, os magistrados sobreviventes, chefiados por Fernando Uribe Restrepo, trabalharam em incômodas instalações do edifício do Banco da República (Carrera 7 e Calle 27 em Bogotá) e depois em um prédio no norte de Bogotá até a inauguração do novo edifício, situado no mesmo local do destruído em 1985 e desenhado pelo mesmo arquitecto, Londoño.  Atualmente, tem o nome de Alfonso Reyes Echandía, que era presidente do tribunal quando foi morto no cerco de 1985.